# Maserati 8C
La 8C è una autovettura da competizione costruita dalla Maserati dal 1931 al 1933. È stata anche conosciuta come “8C 2800” e “8C 3000”, in base alla cilindrata del motore installata. Fu studiata per essere la versione media definitiva che partecipasse ai Gran Premi.
La 8C fu progettata da Alfieri Maserati all'inizio degli anni trenta, ma Alfieri morì prima del completamento del progetto. La vettura era a trazione posteriore con motore anteriore. Lo sviluppo del motore continuò anche dopo la morte di Alfieri, e la vettura fu pronta per le competizioni nel 1932.
Nel 2000 una Maserati 8C 2800 originale fu venduta in asta per 1,65 milioni di dollari, mentre una Maserati 8C 3000 per 1,08 milioni.

## La 8C 2800
Era il risultato finale dell'evoluzione della Tipo 26, costruita per gareggiare con l'Alfa Romeo 8C Monza, l'Alfa Romeo Tipo A e la Bugatti Tipo 51. Il modello aveva installato il motore della Tipo 26 M, con l'aumento dell'alesaggio di 4 mm per arrivare alla cilindrata di 2,8 L ed erogare quindi una potenza di 205 CV a 5500 giri al minuto. Il propulsore era stato studiato in collaborazione con l'azienda produttrice di carburatori Weber. La carrozzeria era compatta e dal profilo basso, che portava ad avere una buona aerodinamica. La velocità massima era compresa tra i 210 ed i 230 km/h. Quattro Tipo 26 M dei 14 esemplari prodotti furono fornite di un motore da 2,8 L di cilindrata e dotate di una rinnovata carrozzeria, diventando in questo modo delle “8C 2800”.
L'accensione era singola con magnete Scintilla. L'alimentazione era forzata con compressore tipo Roots ed un carburatore di marca Weber ASS, montato a monte del compressore stesso. La distribuzione era a due valvole per cilindro disposte a V di 90°, con doppio albero a camme in testa.
Il motore era un otto cilindri in linea con una cilindrata di 2811,9 cm³. L'alesaggio e la corsa erano rispettivamente di 69 e 94 mm, ed il rapporto di compressione era di 5,5:1. La lubrificazione era forzata con pompe di mandata e recupero. Il sistema di raffreddamento era a circolazione di acqua con pompa centrifuga.
La carrozzeria era biposto in alluminio. Il telaio era formato da due longheroni con traverse in profilati d'acciaio.
I freni erano a tamburo sulle ruote con comando meccanico, mentre le sospensioni erano con balestre e ammortizzatori a frizione. Lo sterzo era a vite senza fine e settore dentato. La trasmissione era formata da un cambio a quattro rapporti più la retromarcia.
La prima gara fu il 21 giugno 1931 al Gran Premio di Francia.

## La 8C 3000
Nel 1933 il modello vinse il Gran Premio di Francia con Giuseppe Campari, e Henry Birkin conquistò la terza posizione nel Gran Premio di Tripoli. Non si aggiudicò altre gare. Altri piloti furono Luigi Fagioli e Baconin Borzacchini.
Il propulsore aveva una cilindrata di 2991,4 cm³ che erogava 220 cavalli di potenza a 5500 giri al minuto. Era a otto cilindri in linea ed era ispirato al quattro cilindri in linea montato sulla Maserati 4CTR. L'alesaggio era di 69 mm, mentre la corsa di 100 mm. Il rapporto di compressione era di 5,26:1. La vettura raggiungeva una velocità massima compresa tra i 220 e i 240 km/h. L'accensione era a magnete Bosch o Scintilla, mentre l'alimentazione era forzata con compressore tipo Roots con un carburatore Weber 55AS1 a monte del compressore stesso. La distribuzione era a due valvole per cilindro a 90° con due assi a camme in testa.
Il telaio era il medesimo di quello montato sulla Tipo 26M, vale a dire a due longheroni con traverse in profilati d'acciaio. Il cambio era manuale a quattro rapporti e aveva parecchi punti in comune con quello montato sulla Fiat 522. Fu motivo di lamentele da parte dei piloti per le intense vibrazioni della leva. Gli pneumatici usati furono in un primo momento i Dunlop, poi sostituiti dai Pirelli. La carrozzeria era biposto in alluminio. Le sospensione erano a balestra con ammortizzatori a frizione. Lo sterzo era a vite senza fine e settore dentato.
Entrambi gli esemplari esistono tuttora. Un motore fu installato su un telaio di una Bugatti.